# Pacaya
De Pacaya is een vulkaan in het departement Escuintla in Guatemala. De stratovulkaan is 2552 meter hoog. De Pacaya is voornamelijk gevormd in de laatste 23.000 jaar. Hij bestaat uit een vulkanisch complex met een oude stratovulkaan en een jongere die vooral gekenmerkt wordt door basaltisch stollingsgesteente. Sinds 1565 is de Pacaya zeker 23 keer uitgebarsten, de meest recente activiteit vond plaats na 1961. De Pacaya is een toeristische trekpleister geworden voor bezoekers die een 'werkende vulkaan' van dichtbij willen zien.
Ongeveer 18 kilometer naar het noordwesten ligt de vulkaan Volcán de Agua en ongeveer 8 kilometer ten noordoosten van het kratermeer Lago Amatitlán.

## Geologische geschiedenis
De Pacaya maakt deel uit van een keten van vulkanen langs de westelijke kuststreek van Guatemala. Deze vulkanische keten is ontstaan door de subductie van de Cocosplaat onder de Caribische plaat.
De vulkaan bevindt zich aan de zuidrand van een omvangrijke caldera, waartoe ook het Meer van Atitlán behoort, die gedurende het Pleistoceen is gevormd. In de laatste 300.000 jaar is deze caldera de bron geweest van minstens negen zeer zware uitbarstingen, waarbij circa 70 km³ aan magma is vrijgekomen.
Na de laatste zware caldera-vormende uitbarsting, ongeveer 23.000 jaar geleden, hebben zich verschillende kleinere vulkanen gevormd in en langs de randen van de caldera. De Pacaya is de grootste van deze post-caldera vulkanen, en met minstens 23 erupties in de laatste 500 jaar, tevens een van de actiefste vulkanen in Centraal Amerika.

## Foto's

Pacaya
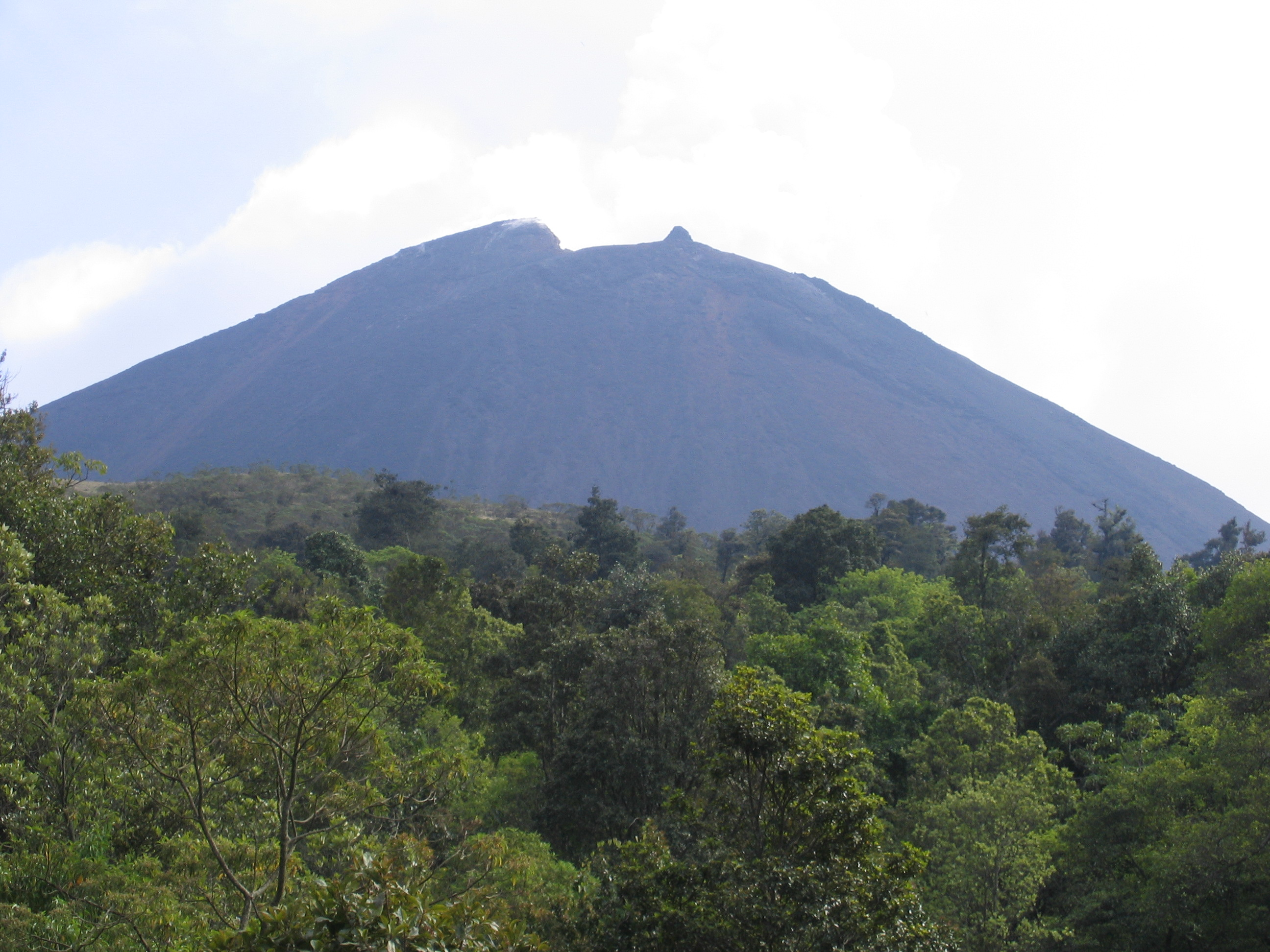
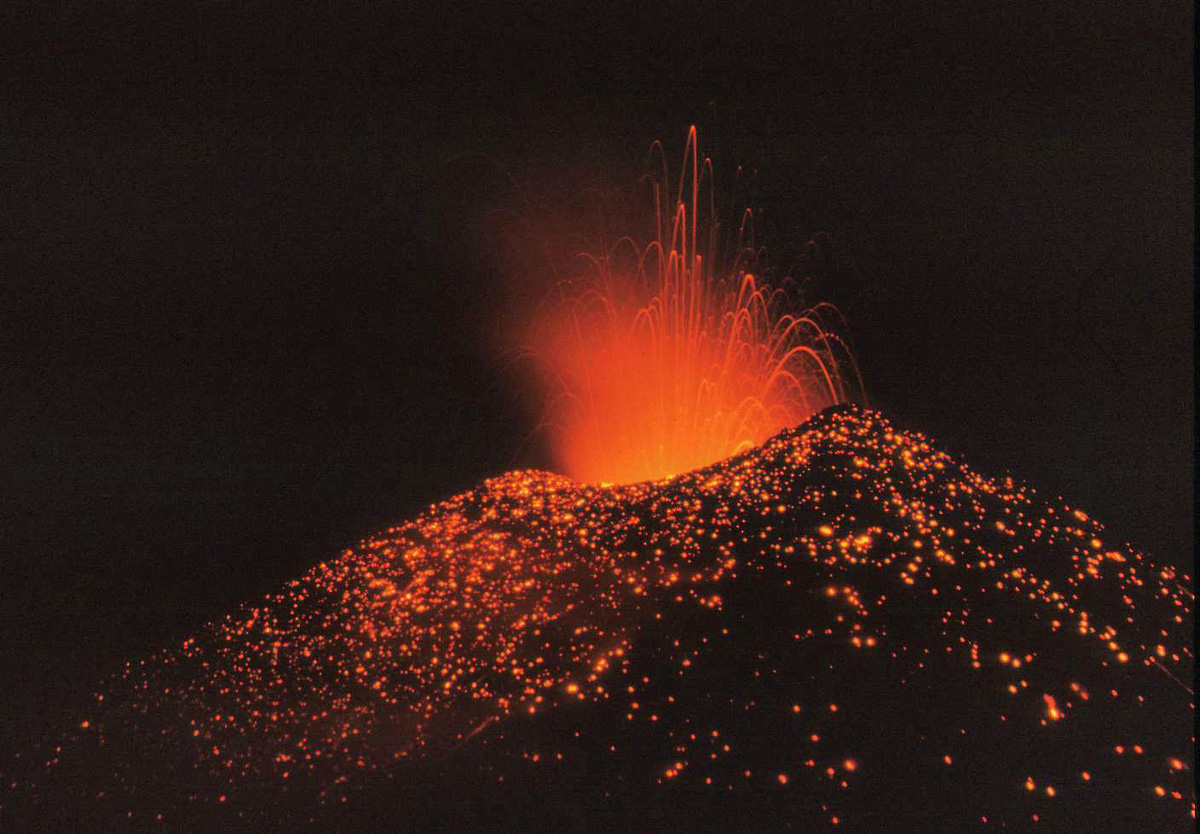
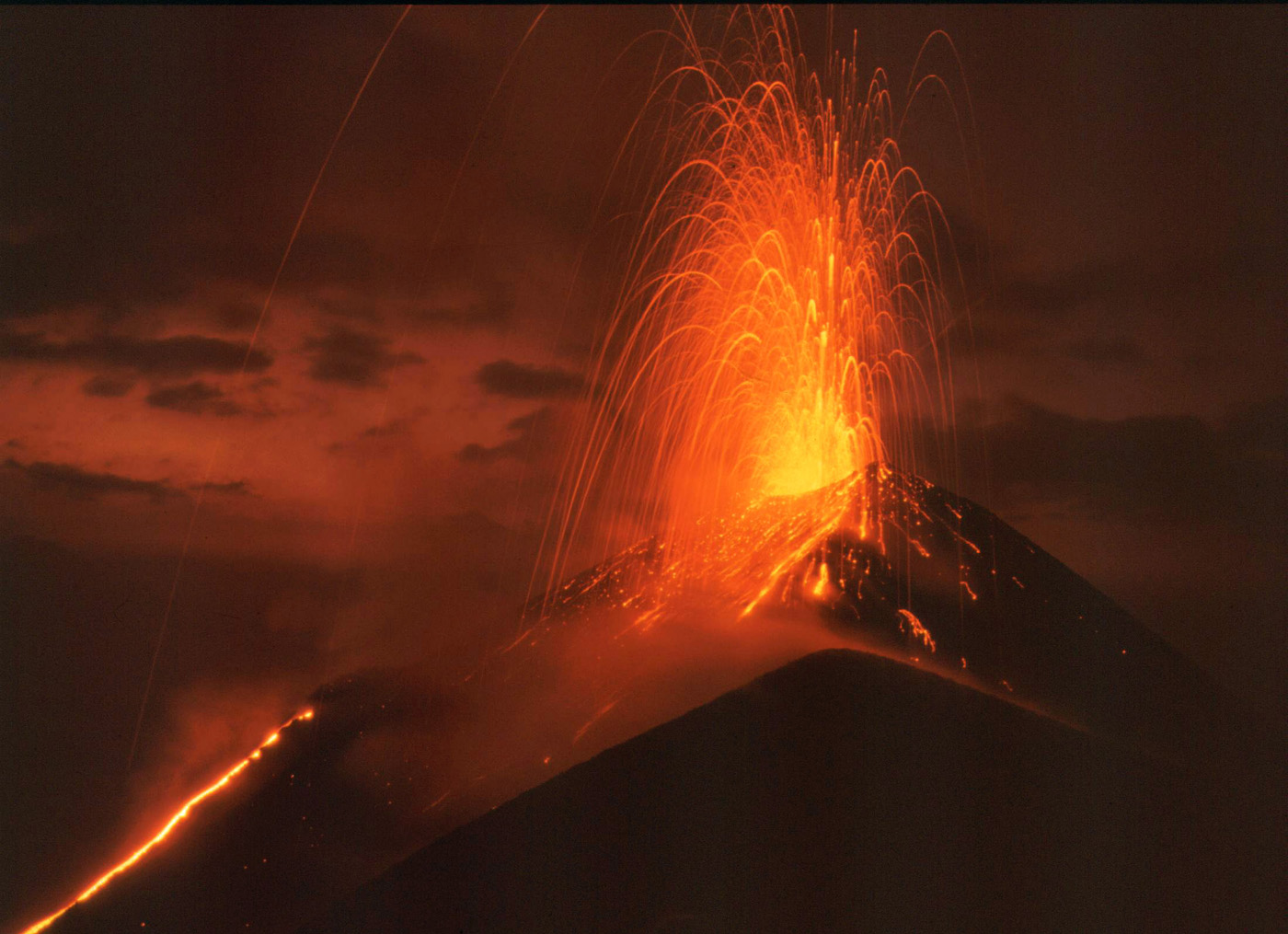
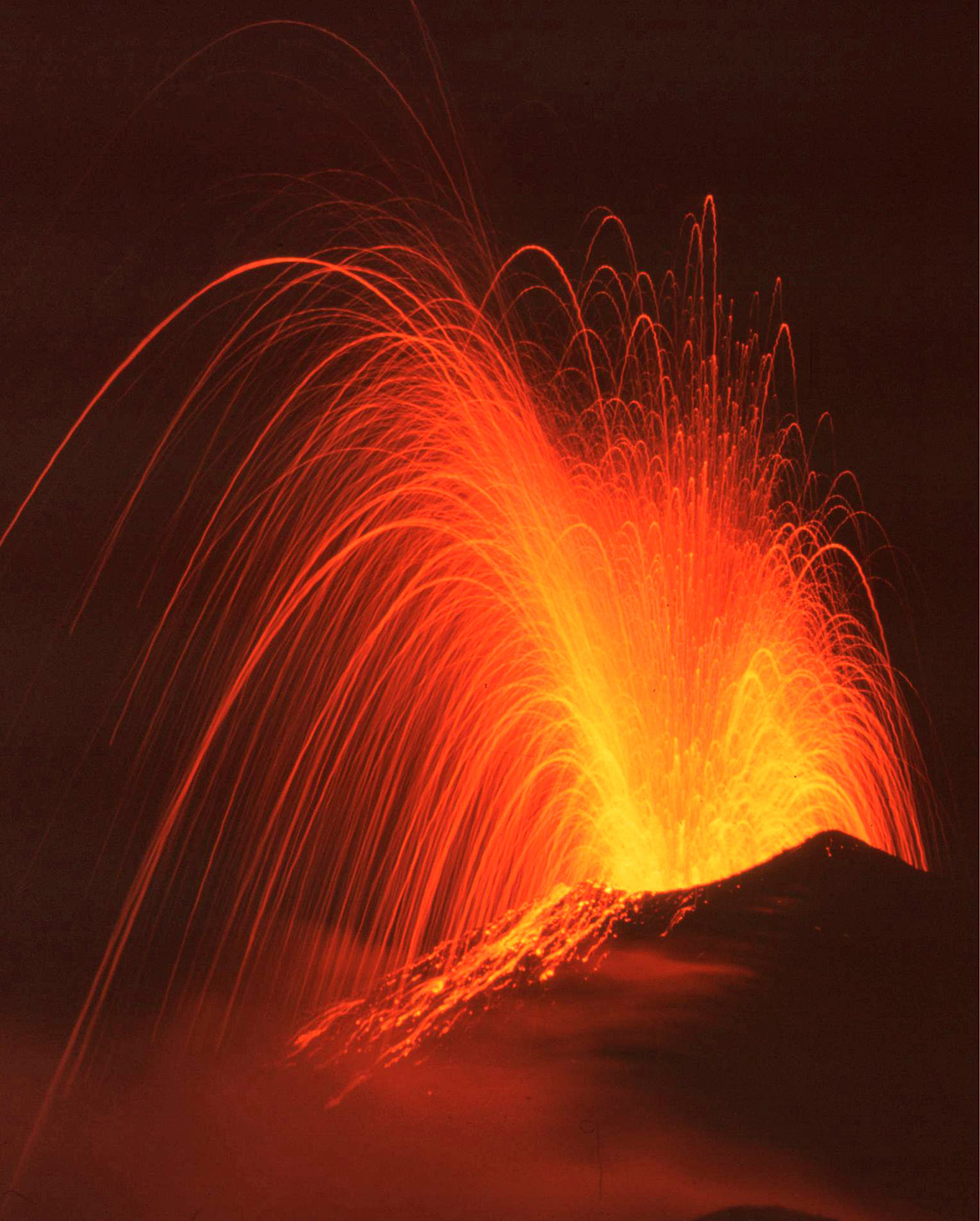
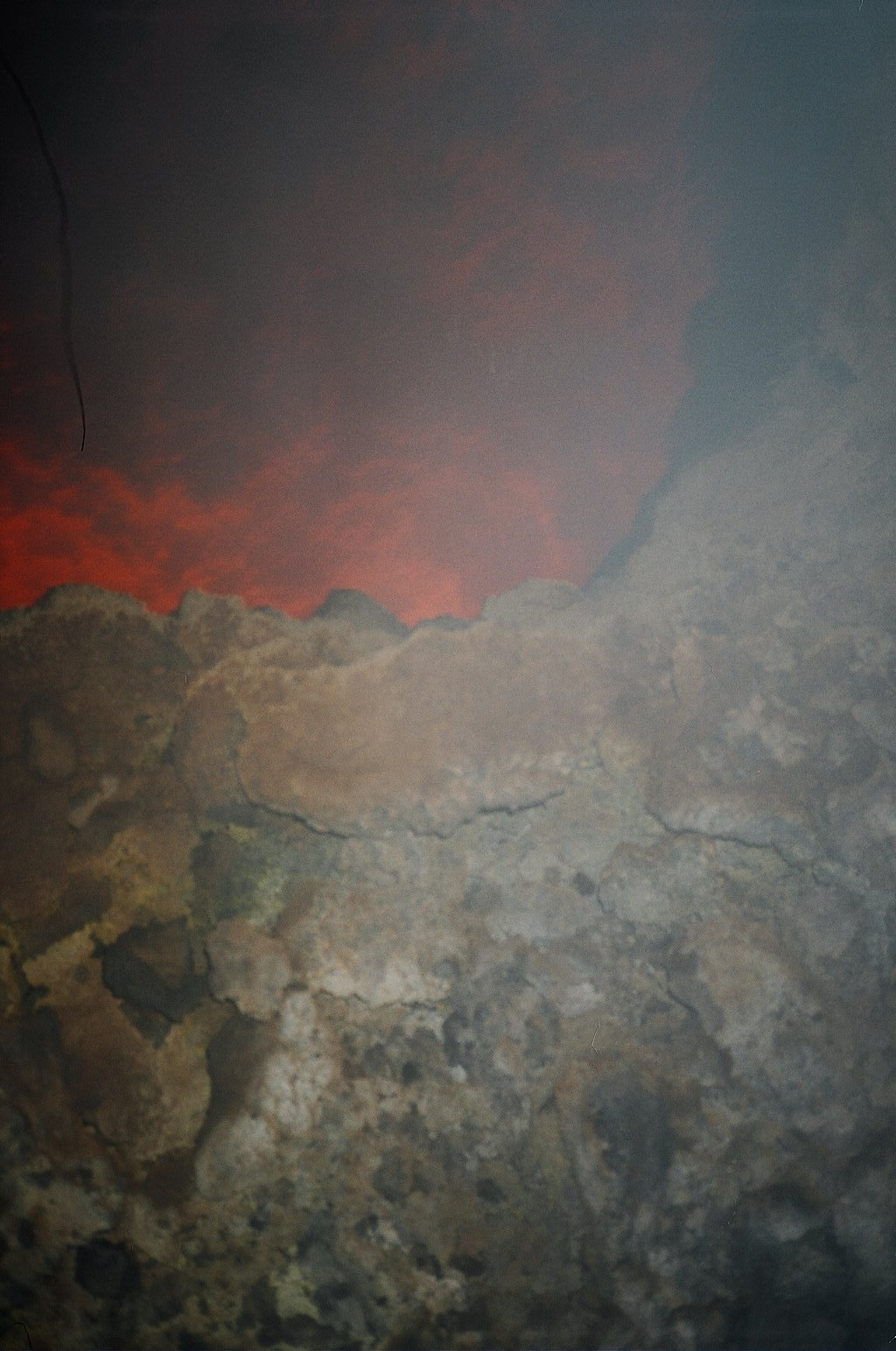
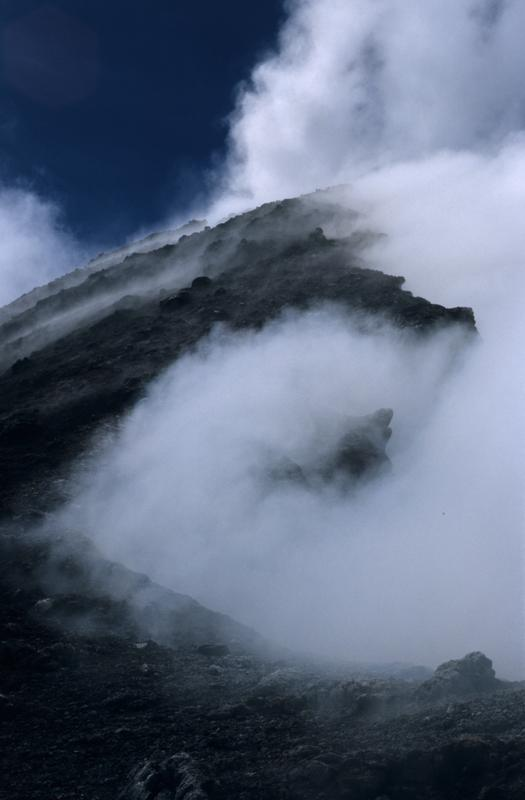